# Liste der denkmalgeschützten Objekte in Myslív
Grundlage dieser Liste der denkmalgeschützten Objekte in Myslív ist die ÚSKP-Liste (Ústřední seznam kulturních památek České republiky, deutsch Zentrale Liste der Kulturdenkmäler der Tschechischen Republik), die von der tschechischen Denkmalschutzbehörde NPÚ (Národní památkový ústav, deutsch Nationale Denkmalbehörde) seit 1987 geführt wird und an die seit dem Jahr 1850 geschaffenen Listen anschließt.

## Denkmalgeschützte Objekte nach Ortsteilen

### Myslív
| Lage                         | Objekt                   | Beschreibung | ÚSKP-Nr.                  | Bild           |
| ---------------------------- | ------------------------ | --- | ------------------------- | -------------- |
| Myslív (Standort)            | Kirche Mariä Himmelfahrt | Ursprünglich ein spätromantischer Bau aus dem Ende des 12. Jahrhunderts (ein Kirchenschiff mit Südportal und Fenstern, ein Turm) mit gotischem Presbyterium und eine Sakristei, der in der ersten Hälfte des 18. Jahrhunderts im Barockstil umgebaut wurde.                                                                                       | 45565/4-3149 Info Katalog | weitere Bilder |
| Myslív, Myslív 1 (Standort)  | Pfarrhaus                | Mehrgeschossiges Barockpfarrhaus mit hohem Walmdach, barocken Fassaden und gut erhaltener Innenausstattung. Ein wesentlicher Bestandteil des Ensembles sind die Wirtschaftsgebäude mit dem Pfarrgarten, der durch eine Umfassungsmauer umgeben wird. Ein gutes Beispiel für ein barockes Pfarrgebäude aus der ersten Hälfte des 18. Jahrhunderts. | 51464/4-5268 Info Katalog | Pfarrhaus      |
| Myslív, Myslív 23 (Standort) | Gehöft Nr. 23            | Gehöft mit einem Wohnhaus mit einem Barockgiebel, einem Eingangstor und einer gemauerten Scheune am Ende des Hofes. Ein Beispiel für ein Bauernhaus aus Backstein aus der ersten Hälfte des 19. Jahrhunderts. | 26928/4-3150 Info Katalog | Gehöft Nr. 23  |

### Milčice
| Lage                           | Objekt        | Beschreibung                                               | ÚSKP-Nr.                  | Bild |
| ------------------------------ | ------------- | ---------------------------------------------------------- | ------------------------- | ---- |
| Milčice, Milčice 10 (Standort) | Gehöft Nr. 10 | Barockes Backsteinhaus, gekrönt von einem barocken Giebel. | 23961/4-3136 Info Katalog | BW   |